# Åre pastorat
Åre pastorat är ett pastorat i Norra Jämtlands kontrakt i stiftet Härnösands stift i Svenska kyrkan.
Pastoratskoden är 101303.
Pastoratet (ny)bildades 2018 och omfattar följande församlingar:
- Åre församling Som tidigare utgjort Åre pastorat
- Kalls församling
- Västra Storsjöbygdens församling
- Undersåkers församling